# Опсада Шуштара
Опсада Шуштара вођена је од 641. до 642. године између Сасанидског царства и освајачких  снага арапских муслимана из Рашидунског калифата. Шуштар је био древно сасанидско упориште у Хузестану, а напад на њега покренули су Арапи под заповедником Абу Мусом Ашааријем. Иако је град успео да се одупре Арапима, Сасаниди су се се нешто касније суочили са дезертирањем, што је резултирало тиме да су Арапи заузели град и успели да заробе његовог заповедника Хормузана.

## Позадина
Године 633. Арапи из Рашидунског калифата напали су територије Византијског и Сасанидског царства. До 637. Арапи су заузели сасанидску престоницу Ктесифон, цели Ирак и велике делове Сирије. Годину дана касније, напали су богату сасанидску провинцију Хузестан, која је чинила део домена иранског аристократе Хормузана, који се после пада Ктесифона повукао у Хормизд-Ардашир, који је користио као своју базу у приликом својих напада у Мешану на Арапе. Сасанидски краљ Јездигерд III (в. 632-651) подржао га је  у тим нападима приликом чега је веровао је да могуће повратити територије које су Арапи успели да заузму.
Хормузан је на крају поражен,  након чега затражио мир, што су Арапи прихватили у замену за данак. Међутим, Хормузан је убрзо прекршио мир преставши да плаћа данак, али је опет поражен, док су градови Хузестана полако заузимани један за другим. Нешто касније 641. године, након пораза од Рам-Хормизда, Хормузан је побегао у Шуштар па је недуго затим доживео пораз у близини града, али му је ипак некако пошло за руком да га се докопа, док је 900 његових људи убијено, а 600 заробљено и касније било погубљено. Арапи су тада опсели град.

## Опсада
Шуштар је био добро утврђен захваљујући рекама и каналима који су га окруживали са готово свих страна. Један од њих био је познат као Ардашираган, назван по првом сасанидском краљу Ардаширу I (в. 224–240). Други је био познат као Шамирам, назван по легендарној асирској краљици Семирамиди. Последњи поменути био је познат под именом Дараиаган, назван по ахеменидском краљу Дарију I (в. 550–486 п.н.е). Постоји неколико верзија како је град освојен; према Ел Табарију, током опсаде, ирански бранилац по имену Сина (или Синах) отишао је до Ел Нумана и молио га да му  поштеди живот како би он заузврат помогао освајачима, тако што би им показао пут у град. Ел Нуман се сложио, а Сина му је рекао следеће: "нападните кроз излаз за воду, и тада ћете освојити град."
Ел Нуман је учинио како му је Сина рекао и са малим делом своје војске упутио се у Шуштар. Хормузан се затим повукао до утврђења и одатле наставио свој отпор, али је на крају  био приморан да се преда. Према другој верзији написаној у Хузестанској хроници, сличној верзији Ел Табарија, бранилац из Катара, заједно са другом особом, затражио је од Арапа део плена који су опљачкали у замену за улазак у град. Арапи су се сложили и након неког времена успели су да уђу у град. Према Ел Баладурију, током опсаде Арапи су били ојачани групом професионалних иранских елитних војника под Сијахом  ел Усваријем, познатим као Асавира.
Разлог њиховог пораза била је њихова претерана тежња за очувањем свог статуса и богатства. Међутим, према Хузестанској хроници, Асавира је прво прешла на арапску страну након што су ушли у Шуштар. За брата Хормузана, Шахријара, се сматра  да је се налазио у оквиру дела Асавира.

## Последице
Након претрпљеног пораза, Хормузан је заробљен од стране Арапа и послат у њихову престоницу Медину, док су Арапи наставили са својом инвазијом  на Иран. Хормузан је, након што му је било запрећено да изабере између смрти и ислама, прешао на ислам. Хормузан је касније био осумњичен да је био део завере услед које је дошло до атентата на рашидунског халифа Омара, па је убијен. До 651. године већи део Ирана био је под контролом Арапа, а Јездигерд III је убијен по наредби свог слуге Махое Сурија, аристократе из породице Сурен, где је служио као гувернер (марзбан) Мерва, моћног упоришта Сасанида.  До 654. године цео Иран налазио се у рукама Арапа.